# The Story So Far
The Story So Far est un groupe américain de pop punk, originaire de Walnut Creek, en Californie.

## Histoire

### Débuts (2007–2010)
Le groupe The Story So Far est formé à Walnut Creek, en Californie, en 2007. Leur nom est tiré de la chanson The Story So Far de New Found Glory. Le groupe est composé de Parker Cannon au chant, Kevin Geyer à la guitare solo, Kevin Ambrose à la guitare rythmique, Ryan Torf à la batterie et Kelen Capener à la basse. Le 22 décembre, le groupe sort l'EP 5 Songs. Ambrose se sépare du groupe, lorsqu'il est parti à l'université en 2010 et est remplacé par William Levy. En mars 2010, il est annoncé que le groupe avait signé avec Pure Noise. Deux mois plus tard, le groupe sort un EP, While You Were Sleeping (2010). En novembre, le groupe a sorti un split avec Maker.

### DeUnder Soil and DirtàSongs of EP(2011–2014)
Barrett Records sort un split de The Story So Far et Morgan Foster en mai 2011. Pure Noise sort le premier album du groupe Under Soil and Dirt en juin. Le 26 mars 2013, ils ont sorti leur deuxième album studio, What You Don't See, qui a débuté à la 46e place du Billboard 200 aux États-Unis. Ils ont également sorti un split de leur premier album avec Morgan Foster. Ils sortent également un split avec Stick to Your Guns le 18 juin, qui contient une nouvelle chanson originale, Clairvoyant, et une reprise de la chanson Loro de Pinback. Le groupe fait la couverture 100 Bands You Need to Know du numéro de mars 2013 d'Alternative Press (100 groupes à connaître). Le groupe joue l'intégralité du Warped Tour 2014 sur la scène principale.
Le 24 avril 2014, The Story So Far annonce qu'il sortirait Songs Of, un EP acoustique le 17 juin par l'intermédiaire de Pure Noise. Le disque contient quelques versions acoustiques de chansons précédentes, ainsi qu'une nouvelle chanson originale (Navy Blue) et une reprise de Bob Marley.

### The Story So Far(2015–2016)
Le 5 janvier 2015, une vidéo intitulée The Story So Far Album Teaser #1 est mise en ligne sur la chaîne YouTube officielle du groupe. La vidéo montre plusieurs clips des membres du groupe et de leurs amis en train de s'amuser. Le 23 février 2015, une vidéo intitulée The Story So Far Album teaser #2 est téléchargée sur la même chaîne, montrant les coulisses de l'élaboration de l'album. Le 15 mars, le groupe annonce que leur album éponyme sortirait le 18 mai 2015. Solo et Heavy Gloom sont téléchargés sur YouTube peu de temps après. Le 11 mai, le groupe a publié son album complet en streaming sur son site web avant la date de sortie du 19 mai.

### Proper Dose(2017–2021)
Le groupe annonce son entrée en studio pour enregistrer son quatrième album studio en avril 2017. Le 13 septembre 2017, le groupe sort la chanson Out of It. La piste est incluse sur un vinyle de charité, sorti le 3 novembre.
L'album, intitulé Proper Dose, est officiellement annoncé le 12 juillet 2018 et sort le 21 septembre 2018,. Proper Dose débute à la 19e place du Billboard 200, mais décline rapidement, disparaissant du classement la semaine suivante. Afin de promouvoir l'album, le groupe entame une tournée européenne avec Citizen et All Get Out en première partie. À la fin de la tournée européenne, le groupe entame immédiatement une tournée américaine avec Movements, Citizen et Turnover. Le 21 septembre 2018, le groupe publie le premier clip vidéo de Proper Dose pour la chanson Upside Down, suivi des clips vidéo de Take Me As You Please et Proper Dose le 8 novembre 2018 et le 22 janvier 2019, respectivement.

### Changement de line-up (depuis 2022)
Le 31 mai 2022, le bassiste Kelen Capener annonce sur sa page Twitter qu'il n'est plus membre du groupe. Le groupe n'a pas donné de raison officielle à son départ, mais le batteur Ryan Torf reprend la basse en studio et l'ancien bassiste de Man Overboard, Nik Bruzzese, rejoint le groupe en tournée. En 2022, The Story So Far devient un sextet pour la première fois de sa carrière ; Torf passe à la guitare rythmique et aux claviers, et Mike Ambrose, batteur de Set Your Goals, rejoint également le groupe en tant que musicien de tournée.
Au début de l'année 2023, le guitariste Kevin Geyer prétend sur le podcast Two Week Notice que le groupe était « contractuellement obligé » de sortir de la nouvelle musique avant leur tournée en soutien à Blink-182. Un nouveau single, Big Blind, est publié le 4 août 2023.

## Discographie
- 2011 : Under Soil and Dirt
- 2013 : What You Don't See
- 2015 : The Story So Far
- 2018 : Proper Dose
- 2024 : I Want To Disappear